# Nikolaj iz Damaska
Nikolaj iz Damaska (grč. Νικόλαος Δαμασκηνός: Nikolāos Damaskēnos) je bio grčki povjesničar i filozof koji je živio u Rimskom Carstvu u doba vladavine Augusta. Rodio se u Damasku oko 64. pr. Kr. Bio je blizak prijatelj s Herodom Velikim, a prema Sofroniju poučavao je djecu Marka Antonija i Kleopatre. Njegov književni opus bio je golem, no većinom je izgubljen. Najvažnije djelo bilo je „Povijest“ koje se sastojalo od 144 knjige.

## Radovi
- „Povijest“
- „Augustov život“
- „Autobiografija“
- „Pregled o Aristotelu“
- „O biljkama“
- tragedije i komedije (izgubljena djela)

## Vanjske poveznice
- Augustov život - engleski prijevod fragmenata
- Nikolaj iz Damaska (Archive.org, 1. stranica)
- Nikolaj iz Damaska: O Aristotelovoj filozofiji (Google Books, 1965.)
- K. Müller: Nikolajevi fragmenti, 3. svezak, str. 344. (PDF format)